# Edmond Jaloux
Edmond Jaloux (Marseille, 1878. június 19. – Lutry, 1949. augusztus 22.) francia író és irodalomkritikus.

## Életrajza
A marseille-i középiskolában (ma Lycée Thiers) két év után megszakadt tanulmányai után, tizennyolc évesen megalapította a Méditerranéenne című kis recenziót, mielőtt együttműködött a Le Gaulois, a La Revue hebdomadaire, a Candide és a Nouvelles Littéraires újságokkal.
1908-tól 1911-ig részt vett a Hosszú Bajusz Club találkozóin Velencében, a Caffè Florianban.
Edmond Jaloux, akit 1918-ban a francia kormány svájci irodalmi küldetéssel bízott meg, beleszeretett Lausanne-ba, és gyakran ott töltötte a nyarat az 1920-as és 1930-as években, majd 1937-ben végleg letelepedett a Lausanne melletti Lutryban, ahol a második világháború alatt és Lausanne-ban, 1949-ben bekövetkezett haláláig tartózkodott.
Ez a kiváló kritikus a cikkeinek köszönhetően hívta fel korának figyelmét a modern és kortárs külföldi irodalomra, amelyek egy része később gyűjteménybe került: L’Esprit des livres, De Pascal à Barrès, D’Eschyle à Giraudoux – ismét esszéinek köszönhetően: Figures étrangères, Rainer Maria Rilke, Perspective et personnages, Vie de Goethe. A Bevezetés a francia irodalom történetébe két kötete Svájcban jelent meg. 1930-ban Edmond Jaloux aláírta Norah C. James Sleeveless Errand című botrányos könyvének előszavát, amikor Germain d'Hangest fordította franciára.
A Lausanne Poetry Society (1944. május – 1948. május) kezdeményezője, társalapítója és lelke Edmond-Henri Crisinel és Gustave Roud írókkal, akik a Valdens Charles-Ferdinand Ramuz és Gustave Roud munkásságát tették ismertté Franciaországban, szintén kipróbálta magát a regényben. Regényírói munkái számos címet tartalmaznak, nevezetesen a Agonie de l’amour (1902), Le reste est silence (1909), amely elnyerte a Femina-díjat, L'Incertaine (1918), Fumées dans la campagne (1918), La Fin d’un beau jour (1922), L’Escalier d’or (1922), L’Alcyone (1925), L’Ami des jeunes filles (1926).
Miután 1934-ben kudarcot vallott Pierre de la Gorce székében, ahol csak 9 szavazatot szerzett Maurice de Broglie ellen, Edmond Jaloux-t 1936. július 2-án beválasztották a Francia Akadémiára a 33-as szék (Fauteuil 33), Voltaire székére, amelyet előtte Paul Bourget foglalt el, 18 szavazattal megelőzve Jacques de Lacretelle-t. 1937. június 24-én fogadta Georges Lecomte.
A Gazette de Lausanne, du Journal de Genève és a Radio-Lausanne irodalmi rovatvezetője kiadta az Essences című gondolatokat, aforizmákat és maximákat tartalmazó gyűjteményt (1944, 1947). A Marcel Proustról szóló esszé posztumusz jelent meg (1953).
A Francia Akadémia 1950-ben feleségét, Germaine-t Louis Barthou-díjjal tüntette ki.

## Nézőpontok Edmond Jaloux-ról
Paul Morand szerint Edmond Jaloux volt „a legpártatlanabb, a legintelligensebb és a legjobban tájékozott kritikusunk”.
Mémorables című művében Maurice Martin du Gard a következő portrét rajzolja róla: „Edmond Jaloux békés úriember, polgári, orvosi tekintettel, inkább svájci, mint Marseille-i, ahol született, Provence-ban. Eleinte egyfajta szkeptikus és arisztokratikus játékosságot adott neki az érzékeny és finom nők társasága, 'mely társaságba egy szerencsés találkozás révén azonnal belépett, későn érkezve Párizsba.”
Stefan Zweig, aki nagyra értékeli Edmond Jaloux szerepét abban, hogy a franciák megismerjék Rainer Maria Rilke munkásságát, egy 1931-es cikkében ezt írta a szerzőnek: „Edmond Jaloux sok regényt írt. A legtöbb nem túl vastag. Az akvarell nem tudott jobban alkalmazkodni a freskó bőséges méreteihez, finom művészete nem fért bele egy több kötetes saga epikus keretébe. Szűk dekort rajzol, de teljesen kitölti.”

## Művei
- Une âme d'automne (1896)
- L’Agonie de l'amour (1902)
- Le Triomphe de la frivolité (1903)
- Les Sangsues (1904)
- Le Jeune Homme au masque (1905)
- L’École des mariages (1906)
- Le Démon de la vie (1908)
- Le reste est silence (Femina-díj, 1909)
- L’Éventail de crêpe (1911)
- Fumées dans la campagne (1918)
- L’Incertaine (1918)
- Les Amours perdues (1919)
- Au-dessus de la ville (1920)
- Vous qui faites l'endormie (1920)
- La Fin d'un beau jour (1922)
- L’Escalier d'or (1922)
- Les Barricades mystérieuses (1922)
- Les Profondeurs de la mer (1922)
- L’Esprit des livres, 7 volumes (1922)
- Le rayon dans le brouillard (1923)
- Lettres de l'Abbé Galuchat (1923)
- L'Alcyone (1925)
- O toi que j'eusse aimée ! (1926)
- Soleils disparus (1927)
- Lœtitia (1929)
- Du rêve à la réalité (1932)
- Essences (1944, 1952)
- La vie de Goethe (1933)
- La Chute d'Icare (1936)
- Le Pouvoir des choses (1941)
- Introduction à l'histoire de la littérature française, 2-kötet (1946 & 1948)

### Magyarul megjelent
- A jégmadár (L' alcyone) – Franklin-Társulat, Budapest, 1930 (Külföldi regényírók) · Fordította: Lányi Viktor
- A láng fellobban. Regény (Le vent souffle sur la flamme) Bárd Ferenc és Fia, Budapest, 1943 · Fordította: Benedek György

## Fordítás
- Ez a szócikk részben vagy egészben  az   Edmond Jaloux című francia Wikipédia-szócikk fordításán alapul.  Az eredeti cikk szerkesztőit annak laptörténete sorolja fel. Ez a jelzés csupán a megfogalmazás eredetét és a szerzői jogokat jelzi, nem szolgál a cikkben szereplő információk forrásmegjelöléseként.